# Zwanenhalsmossel
De zwanenhalsmossel (Panopea generosa) is een in zee levend tweekleppig schelpdier. Het dier is ook wel bekend onder de namen "geoduck" en “zeepiemel”. 
De schelp is grijs.
Het opvallendste kenmerk van de soort is de lange sifo die tussen de beide schelphelften uitsteekt. Deze wordt gebruikt voor zowel opname van voedsel (plankton) als afvoer van afvalstoffen. Het dier kan met uitgestrekte sifo ongeveer een meter lang worden.
De "huid" van de sifo is lichtbruin, en als de sifo ingetrokken is gerimpeld.
De dieren kunnen gemiddeld zo'n 150 jaar oud worden. Daarmee behoort de zwanenhalsmossel tot de langstlevende diersoorten.
De dieren leven diep ingegraven in zand wat de lange sifo verklaarbaar maakt.
De soort komt voor in de Grote Oceaan langs de kust van het noorden van de Verenigde Staten en Canada.
Natuurlijke vijanden zijn zeeotters, zeesterren, enkele kleine haaiensoorten en de mens. Dit schelpdier wordt als zeevrucht gegeten en wordt vooral in China als een delicatesse beschouwd.